# 2003年大邱地鐵縱火案

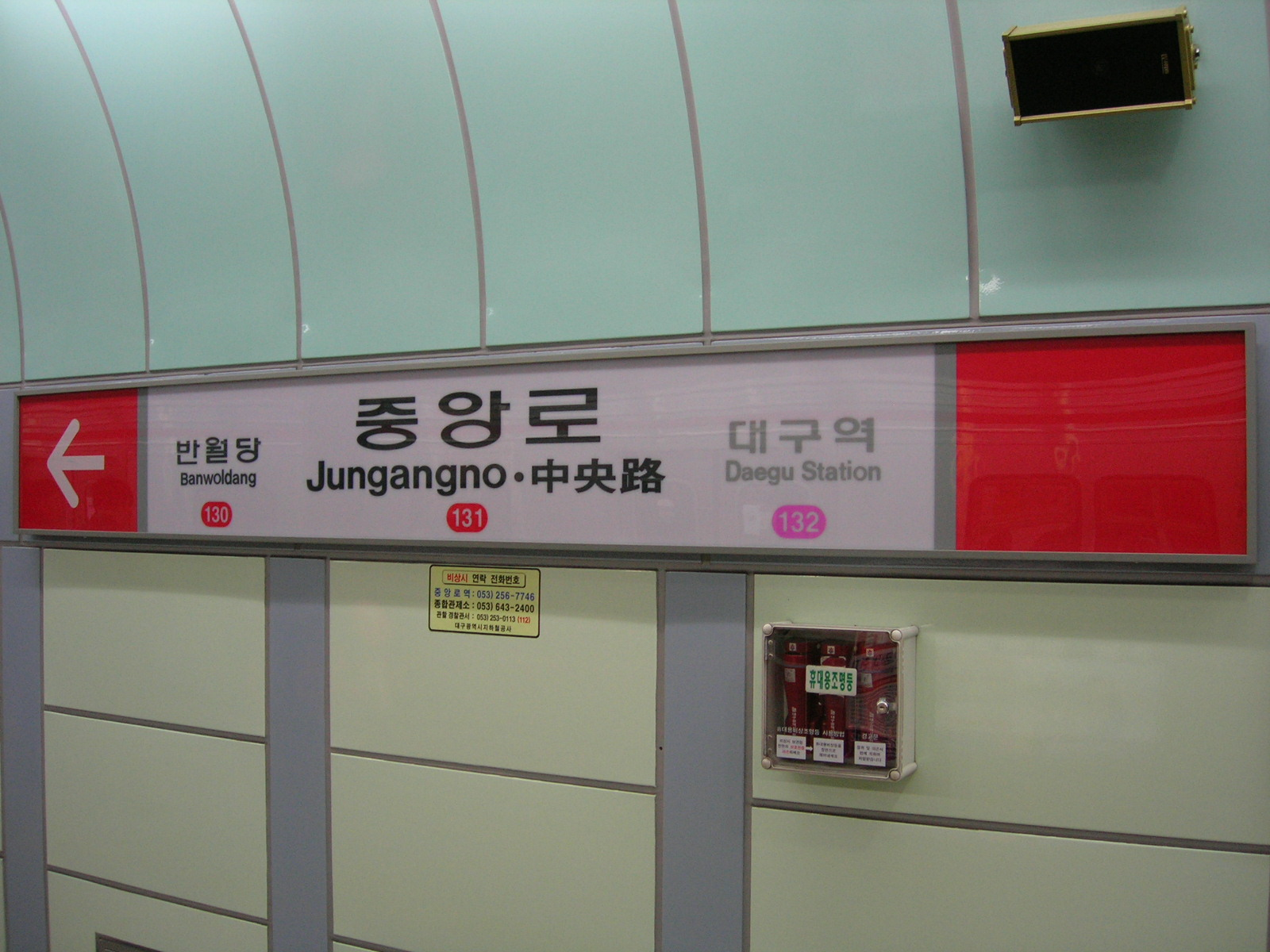
已完成復修的中央路站

大邱地鐵縱火案（韩语：／）發生於2003年2月18日，起因是一輛隸屬韓國大邱都市鐵道公社的地鐵列車在大邱市中央路站被縱火，因為地鐵工作人員的應對不當，火勢波及另一輛列車，最終導致192名乘客死亡，151人輕重傷，兩組列車與車站主體被完全燒毀。此事件是繼亞塞拜然1995年巴庫地鐵火災後全球另一起罹難人數眾多的地鐵火災，也是繼1995年日本東京地鐵沙林毒氣事件後東亞另一起伤亡惨重的地鐵事故，同樣也因為當局反應遲緩、救援不当等原因導致不必要的死傷。

## 背景

### 纵火者
金大漢（김대한），當時56歲，曾當過流動小販、貨車司機及計程車司機。在2001年中風失去工作能力後，便患上嚴重的憂鬱症、躁鬱症，曾多次企圖自殺，亦曾聲稱要燒死醫生。
犯案当日，金大汉从加油站购买了4升汽油并将其带入1079号地铁列车。

### 大邱地铁
大邱地铁是1990年代韩国经济高速发展时期建设的多个地铁系统之一，由大邱都市铁道公社管理和运营。1997年11月26日，地铁一号线建成通车。
发生事故的中央路车站屬於側式月台布局，即站台在两侧，铁路在中间。这种布局在列车发生火灾时有引燃另一条线路上列车的可能性。该站也没有安检措施，因此可以轻易将危险品带入地铁站和列车内。
虽然大邱地铁是90年代建设的，但采用的地铁设施安全标准是1970年代的标准，很多重要消防设施布局不合理或缺失，间接形成了隐患。例如在列车运行的区域，为了防止漏电而没有设置喷淋灭火装置，列车内也没有喷淋设施。
地铁列车车厢后来也被发现存在偷工减料问题，其内部存在很多可燃物，包括坐垫和内饰板。1993年采购的每节列车车厢造价约5亿韩元，远比出口的地铁列车（约17亿韩元）和其他韩国国内其他地铁线路车辆（7-9亿韩元）造价低。

## 經過

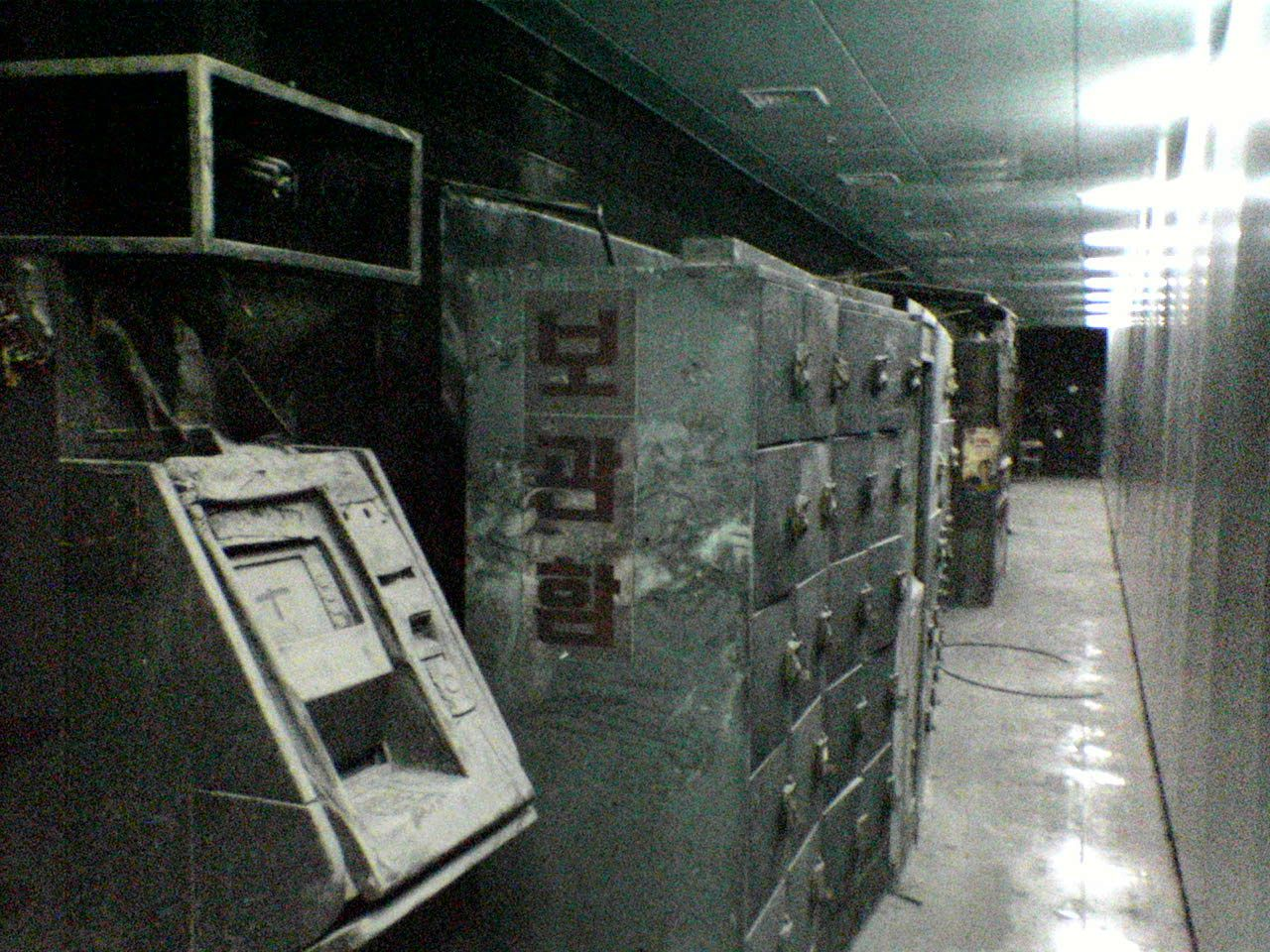
被燒毀的自動櫃員機與保管箱

2003年2月18日，金大漢搭乘計程車至大邱地铁1号线松峴站附近的加油站，買了約7500韓元的汽油並填入塑膠罐。其後進入地鐵站搭乘1079號列車（往安心站方向），在約9點53分時抵達中央路站。列車進站時，金大漢用打火機與盛滿汽油的白色塑膠瓶縱火，車門開後1079號列車的乘客紛紛逃出，該列車駕駛崔政煥在試圖滅火無效後也逃離車站，未按照程序通報行控中心，導致行控中心無法掌握現場情況，延誤了反應時間。紛亂中本欲離開的金大漢被車門夾住腳而導致燒燙傷送院，其後被捕。
火災發生時，對向列車1080號正駛近中央路站，無法掌握火警情況而一片混亂的行控中心沒有按標準流程讓該列車過站不停，只是簡短告知該列車駕駛崔相烈車站內可能有火警，提示他小心進站。1080號列車停靠中央路站後，濃煙不斷灌入車廂，駕駛崔相烈此時決定原車駛離車站，並向乘客廣播告知列車即將駛離，呼籲不要慌亂。但此時車站已經因為火警觸發安全機制，電力系統自動切斷導致列車無法啟動。崔相烈慌亂中留下了乘客自行逃生，並且拔走了列車主控鑰匙，以致車門難以打開。而火災當下，曾有過10年列車長經歷的1080號列車4號車廂乘客權春燮，在濃煙湧入車廂時就發現情況不對，基於自身的多年訓練，他立刻打開了門邊座椅下的緊急開關並徒手將列車門拉開，4號車廂與臨近車廂因此有60多名乘客得以逃出失火的車廂，獲救生還。權春燮則因為吸入濃煙嗆傷，被隨後趕到的消防人員連同其他逃出來的乘客一起送醫治療。
隨著火勢的迅速蔓延，整個中央路站和兩組列車都陷入一片火海。最終導致192名乘客死亡、151名乘客受傷，死傷者多半是1080號列車的乘客。由於列車座位採用易燃且會產生有毒氣體之物料，許多人是被濃煙嗆死或嗆傷。1080號列車的部份生還者和受難者遺族指控，地鐵公司在意外發生時的危機處理能力低下也是導致傷亡慘重的原因之一。

## 事後發展
- 金大漢被判處無期徒刑，後於翌年8月在醫院羈押期間死於腦中風。[1]
- 1080號列車駕駛崔相烈及1079號列車駕駛崔政煥被裁定業務過失致死罪成，分別被判處5年及4年有期徒刑。[2]
- 中央路站封閉整修10個月後方才重新啟用。

## 爭議
此事件被一些團體認定為政府失職，當中被判刑最重的列車駕駛崔相烈可能是替罪羔羊。根據相關媒體報導，事發當時大邱地鐵的中央主控室並沒有意識到此案件的嚴重性，因此錯過了最佳疏散的黃金時間，而崔相烈本人有不斷的向中央主控室詢問下一步該如何執行，但主控室未給予明確指示。也有專家認為崔相烈當時有將列車門打開，但迫於濃煙已經散佈車廂、伸手不見五指外，電力供給也極度不穩定，才導致應開的車廂門未開。在之後韓國政府給出的調查報告也指出崔相烈帶走了列車主控鑰匙，以致車門難以打開，才導致後面的憾事發生，這份報告也因此被認定是政府為了讓中央人員不受刑罰，將主要刑責落在下屬身上。民間也有人認為政府與列車長做了相關協議，崔相烈才被輕判為5年有期徒刑（禁錮刑）。